# Euapta
Euapta es un género de pepinos de mar de la familia Synaptidae.

## Especies
El Registro Mundial de Especies Marinas enumera las siguientes especies:
- Euapta godeffroyi (Semper, 1868)
- Euapta lappa (J. Müller, 1850)
- Euapta magna Heding, 1928
- Euapta tahitiensis Cherbonnier, 1955